# Orca di Ebuda

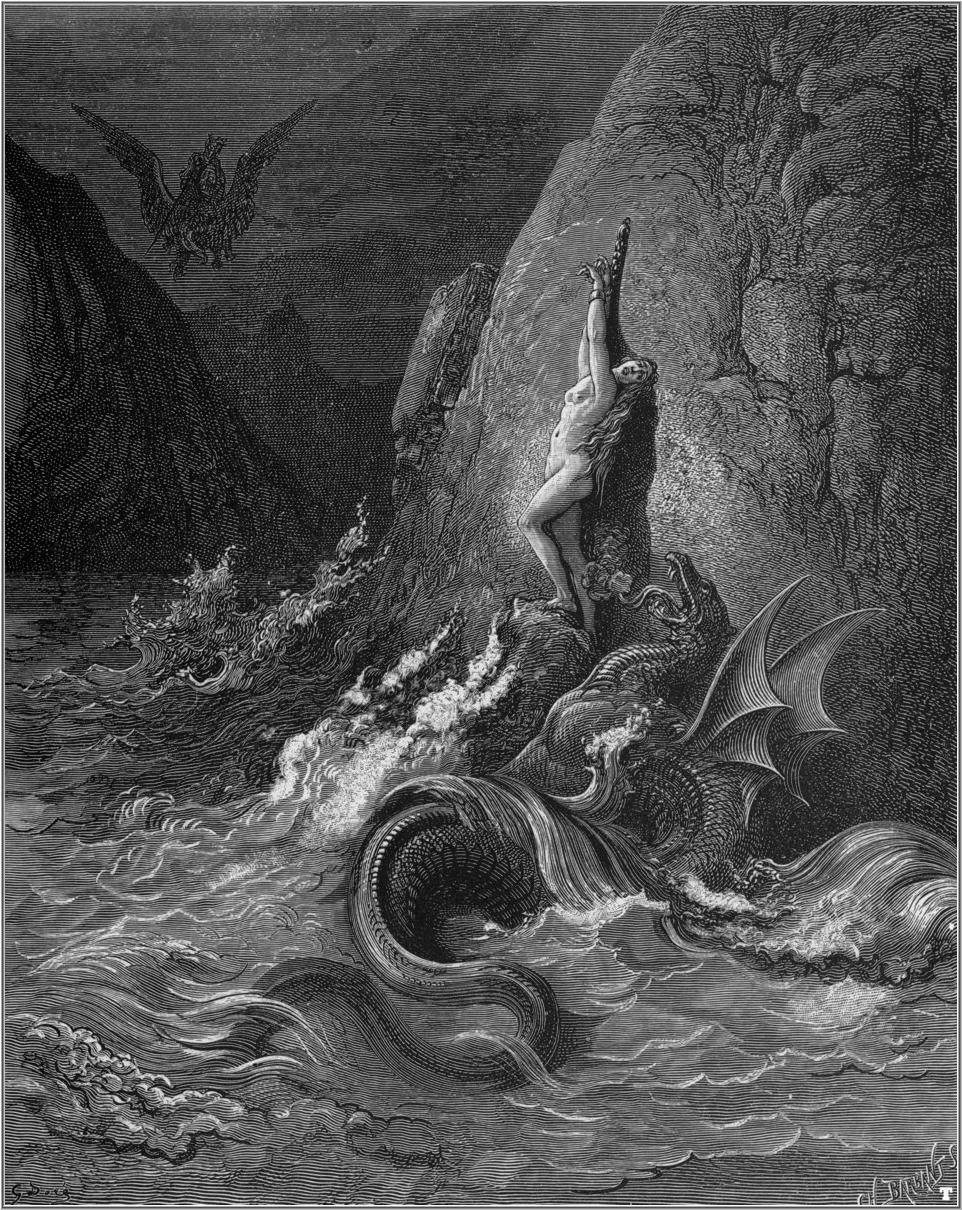
L'Orca di Ebuda e Angelica, illustrazione di Gustave Doré

L'Orca di Ebuda è un mostro marino presente nell'Orlando furioso di Ludovico Ariosto. Non si tratta di un esemplare di orca marina, ma di una vera e propria creatura mostruosa, molto simile a quella che appare nel mito concernente Perseo e Andromeda.
Secondo Ariosto, l'Orca ha la sua dimora in fondo al mare, presso uno scoglio dell'isola di Ebuda (da identificare probabilmente con una delle Ebridi), i cui abitanti, dediti alla pirateria, offrono in pasto al mostro tutte le giovani donne da loro catturate. Il poeta inoltre precisa che tali sacrifici umani si protraevano da tempi antichissimi su imposizione di Proteo, a seguito dell'uccisione da parte di un re della sua stessa figlia, ingravidata dal dio marino. 
Nel poema gli abitanti di Ebuda catturano Angelica; sul punto di essere divorata dal mostro, la principessa del Catai trova la salvezza grazie a Ruggero, che in groppa all'Ippogrifo stordisce l'Orca con il suo scudo abbagliante per poi rompere le catene che tenevano Angelica avvinta allo scoglio. Il mostro viene infine eliminato da Orlando, accorso sull'isola per liberare la nuova vittima sacrificale, Olimpia: dopo essere entrato nella sua bocca e averne bloccato le fauci con un'ancora,  il paladino riuscirà a uccidere l'Orca assestandole un colpo di spada dall'interno.
Il combattimento di Ruggero con l'Orca ha ispirato pittori come Jean-Auguste-Dominique Ingres (Ruggero libera Angelica), Giambattista Tiepolo (Ruggero salva Angelica) e Arnold Böcklin (Ruggiero e Angelica), che rappresentò il mostro dandogli curiose sembianze di coccodrillo.